# Jassargus caucasicus
Jassargus caucasicus är en insektsart som beskrevs av Logvinenko 1966. Jassargus caucasicus ingår i släktet Jassargus och familjen dvärgstritar. Inga underarter finns listade i Catalogue of Life.